# Bruce Kangwa
Bruce Kangwa (ur. 24 lipca 1988 w Bulawayo) – zimbabwejski piłkarz grający na pozycji lewego obrońcy. Od 2016 jest zawodnikiem klubu Azam FC.

## Kariera klubowa
Swoją karierę piłkarską Kangwa rozpoczął w klubie Highlanders FC. W 2009 roku zadebiutował w nim w pierwszej lidze. Grał w nim do 2016 roku. W sezonach 2012 i 2013 wywalczył z nim dwa wicemistrzostwa Zimbabwe, a w 2013 zdobył także Puchar Zimbabwe.
Latem 2016 Kangwa został zawodnikiem tanzańskiego klubu Azam FC. W sezonie 2017/2018 został z nim mistrzem Tanzanii, a w sezonie 2018/2019 zdobył Puchar Tanzanii.

## Kariera reprezentacyjna
W reprezentacji Zimbabwe Kangwa zadebiutował 12 sierpnia 2009 w zremisowanym 1:1 towarzyskim meczu z Lesotho, rozegranym w Bulawayo. W 2017 roku był w kadrze Zimbabwe na Puchar Narodów Afryki 2017, jednak nie rozegrał w nim żadnego meczu. W 2022 roku został powołany do kadry na Puchar Narodów Afryki 2021. Na tym turnieju rozegrał trzy mecze grupowe: z Senegalem (0:1), z Malawi (1:2) i z Gwineą (2:1).